# Chileense parlementsverkiezingen 1930
De Chileense parlementsverkiezingen van 1930 vonden op 2 maart van dat jaar plaats. In zowel de Kamer van Afgevaardigden de Senaat werd de Partido Liberal Unido (PLU) de grootste.
De parlementsverkiezingen vonden plaats tijdens de periode van dictatuur onder president Carlos Ibáñez del Campo. Een speciale door de president aangewezen commissie boog zich over de samenstelling van de kandidatenlijsten om te voorkomen dat er te veel tegenstanders van de president gekandideerd zouden worden.

## Uitslagen

### Kamer van Afgevaardigden
| Politieke partij                                  | Zetels | Percentage | Verschil |
| ------------------------------------------------- | ------ | ---------- | -------- |
| Partido Liberal Unido (PLU)                       | 30     |            | +9       |
| Partido Radical (PR)                              | 36     |            | -3       |
| Partido Demócrata (PDa)                           | 30     |            | +19      |
| Partido Conservador (PCon)                        | 23     |            | -5       |
| Confederación Republicana de Acción Cívica (CRAC) | 14     |            | +14      |
| Totaal                                            | 133    | 100%       | 100%     |

### Senaat
- 25 van de 45 zetels verkiesbaar

| Politieke partijen | Zetels | Percentage |
| ------------------ | ------ | ---------- |
| PCCh               | 1      |            |
| PLU                | 10     |            |
| PR                 | 7      |            |
| PDa                | 1      |            |
| PCon               | 6      |            |
| CRAC               | 1      |            |
| Totaal             | 25     | 100%       |

Samenstelling Senaat 1927-1931
| Partij              | Zetels |
| ------------------- | ------ |
| Liberal             | 19     |
| Conservador         | 9      |
| Liberal Democrático | 6      |
| CRAC                | 1      |
| Radical             | 11     |
| Demócrata           | 5      |
| Totaal              | 45     |